# Stoderzinken Alpenstraße
Die Stoderzinken Alpenstraße (Straßenname Stoderstraße, Stoder, auch Panoramastraße Stoderzinken genannt) ist eine etwa 13 Kilometer lange Straße von Gröbming im Steirischen Ennstal in das Skigebiet Stoderzinken.

## Verlauf
Die Stoderstraße beginnt als Gemeindestraße im Ortszentrum von Gröbming. Nach etwa 2½ Kilometer geht in Winkl die eigentliche Bergstraße links ab. Nach etlichen Kehren erreicht diese nach 13 Kilometern Strecke und etwa 1150 Höhenmetern das Steinerhaus am Stoderzinken, das schon zur Gemeinde Aich gehört. Dort verteilen sich Güterwege in die Berg-Wochenendsiedlung Stoder.
Sie ist asphaltiert und weist eine durchschnittliche Steigung von 9 % und eine maximale Steigung von 13 % auf.

## Geschichte
Die Straße wurde ab 1958 als Interessentenstraße von der Weggenossenschaft Stoderzinken der Anlieger errichtet. 1962 konnte die Straße fertiggestellt werden.
Seit der Begründung 1993 gehört sie als Fixpunkt zur Ennstal-Classic, einer der bekanntesten Oldtimer-Rallyes in Österreich.